# Широков, Максим Евгеньевич
Макси́м Евге́ньевич Широ́ков (род. 17 апреля 1968 года, гор. Мытищи) — российский математик, доктор физико-математических наук (2007), профессор РАН (2016).

## Биография
Окончил МФТИ (1992) и его аспирантуру (1995).
Кандидатская диссертация:
- Синхронизация динамических систем с дискретным временем и её применение в задачах обработки и передачи информации, (01.04.03, радиофизика) 1996 (научный руководитель А. С. Дмитриев).

Докторская диссертация:
- Энтропийные характеристики квантовых каналов и проблема аддитивности (01.01.05, теория вероятностей и мат. статистика), 2007 (научный консультант А. С. Холево).

С 1996 г. по 2003 г. работал в Институте Радиотехники и Электроники им. В. А. Котельникова РАН.
С января 2004 г. работает в Математическом институте им. В. А. Стеклова РАН (МИАН), в настоящее время — ведущий научный сотрудник отдела теории вероятностей и математической статистики.
С января 1999 г. доцент кафедры высшей математики Московского физико-технического института, учебные курсы: математический анализ, аналитическая геометрия и линейная алгебра, дифференциальные уравнения, теория вероятностей.
В 2016 году избран профессором РАН. Член редколлегии журнала «Reports on Mathematical Physics».

## Научная деятельность
Научные интересы: квантовая теория информации; математическая физика; выпуклый анализ; теория операторных алгебр; динамический хаос.
Научные достижения:
- доказано свойство сильной аддитивности для некоторых классов бесконечномерных квантовых каналов;
- доказано свойство сильной устойчивости множества квантовых состояний, на его основе разработан универсальный метод доказательства локальной непрерывности вогнутых полунепрерывных снизу функций на этом множестве;
- получен критерий совпадения классических пропускных способностей квантового канала с использованием и без использования сцепленности;
- получена (совместно с А. С. Холево) наиболее общая форма теоремы кодирования для классической пропускной способности с использованием сцепленности бесконечномерного квантового канала с энергетическим ограничением на входе;
- построены (совместно с Т. В. Шульман) примеры каналов низкой размерности, демонстрирующие свойства суперактивации и экстремальной суперактивации одношаговых пропускных способностей при нулевой ошибке;
- установлено необходимое условие обратимости квантового канала относительно семейств квантовых состояний в терминах свойств комплементарного канала;
- построены примеры каналов низкой размерности с нулевой n-шаговой (n-shot) и положительной асимптотической квантовыми пропускными способностями при нулевой ошибке;
- построено полунепрерывное снизу расширение квантовой условной взаимной информации на множество всех состояний трехчастичной квантовой системы бесконечной размерности;
- доказана теорема о равномерной конечномерной аппроксимации для основных пропускных способностей бесконечномерных квантовых каналов с энергетическим ограничением на входе;
- доказана равномерная непрерывность основных пропускных способностей квантовых каналов с энергетическим ограничением на множестве всех бесконечномерных квантовых каналов с топологией сильной сходимости;
- получены точные и почти точные оценки модуля непрерывности основных пропускных способностей квантовых каналов, зависящие либо от входной, либо от выходной размерности;
- доказана непрерывность дилатации Стайнспринга и разрывность унитарной дилатации относительно сильной сходимости квантовых каналов.

## Публикации
М. Е. Широков — автор свыше 50 научных публикаций, некоторые из них:
- A. S. Holevo, M. E. Shirokov, «On Shor’s channel extension and constrained channels», Comm. Math. Phys., 249:2 (2004), 417—430
- M. E. Shirokov, «The Holevo capacity of infinite dimensional channels and the additivity problem», Comm. Math. Phys., 262:1 (2006), 137—159
- В. Ю. Протасов, М. Е. Широков, «Обобщенная компактность в линейных пространствах и её приложения», Матем. сб. 200:5 (2009), 71-98
- M. E. Shirokov, «Continuity of the von Neumann entropy», Comm. Math. Phys., 296:3 (2010), 625—654
- M. E. Shirokov, «Entropy reduction of quantum measurements», Journal of Mathematical Physics, 52:5 (2011), 052202
- М. Е. Широков, «О непрерывности выходной энтропии положительных отображений», Матем. сб., 202:10 (2011), 131—160
- М. Е. Широков, «Условия обратимости квантового канала и их применение», Матем. сб., 204:8 (2013), 137—160
- M. E. Shirokov, «Reversibility of a quantum channel: General conditions and their applications to Bosonic linear channels», Journal of Mathematical Physics, 54:11 (2013), 112201 , 19 pp.,
- M. E. Shirokov, T. Shulman, «On superactivation of zero-error capacities and reversibility of a quantum channels», Comm. Math. Phys., 335:3 (2015), 1159—1179 .
- M. E. Shirokov, «On channels with positive quantum zero-error capacity having vanishing n-shot capacity», Quantum Inf. Process., 14:8 (2015), 3057-3074.
- M. E. Shirokov, «Tight uniform continuity bounds for the quantum conditional mutual information, for the Holevo quantity, and for capacities of quantum channels», Journal of Mathematical Physics, 58:10 (2017), 102202, 29 pp.,
- M. E. Shirokov, «Uniform finite-dimensional approximation of basic capacities of energy-constrained channels», Quantum Inf. Process., 17 (2018), 322 , 29 pp.
- M. E. Shirokov, «Uniform continuity bounds for information characteristics of quantum channels depending on input dimension and on input energy», J. Phys. A, 52:1 (2019), 014001